# Larnacabukten
Larnacabukten (grekiska: Κόλπος Λάρνακας, Kólpos Lárnakas) är en bukt i sydöstra Cypern och i det av Storbritannien avhängiga territoriet Akrotiri och Dhekelia. Den ligger 40 km sydost om Cyperns huvudstad Nicosia.